# Lagoptera renalis
Lagoptera renalis är en fjärilsart som beskrevs av Felix Bryk 1948. Lagoptera renalis ingår i släktet Lagoptera och familjen nattflyn. Inga underarter finns listade i Catalogue of Life.